# Jan Van de Kerkhove
Jan Van de Kerkhove (Tielt, 1822 - Schaarbeek, 1881) was een Vlaams kunstschilder, vader van Frédéric Van de Kerkhove. Hoewel Jan zelf een verdienstelijk schilder was, is hij vooral bekend omdat hij de werken van zijn op 10-jarige leeftijd overleden zoon na diens dood uitgaf. In zijn etsen gebruikt hij de spelling Vandekerkhove. Zijn naam wordt ook soms vermeld als Jean Van de Kerckhove. Overigens werd door sommige critici na uitgave van deze etsen betwist dat Frédéric de auteur was, zij dachten dat de vader, Jan, de echte auteur van deze kunstwerken was.

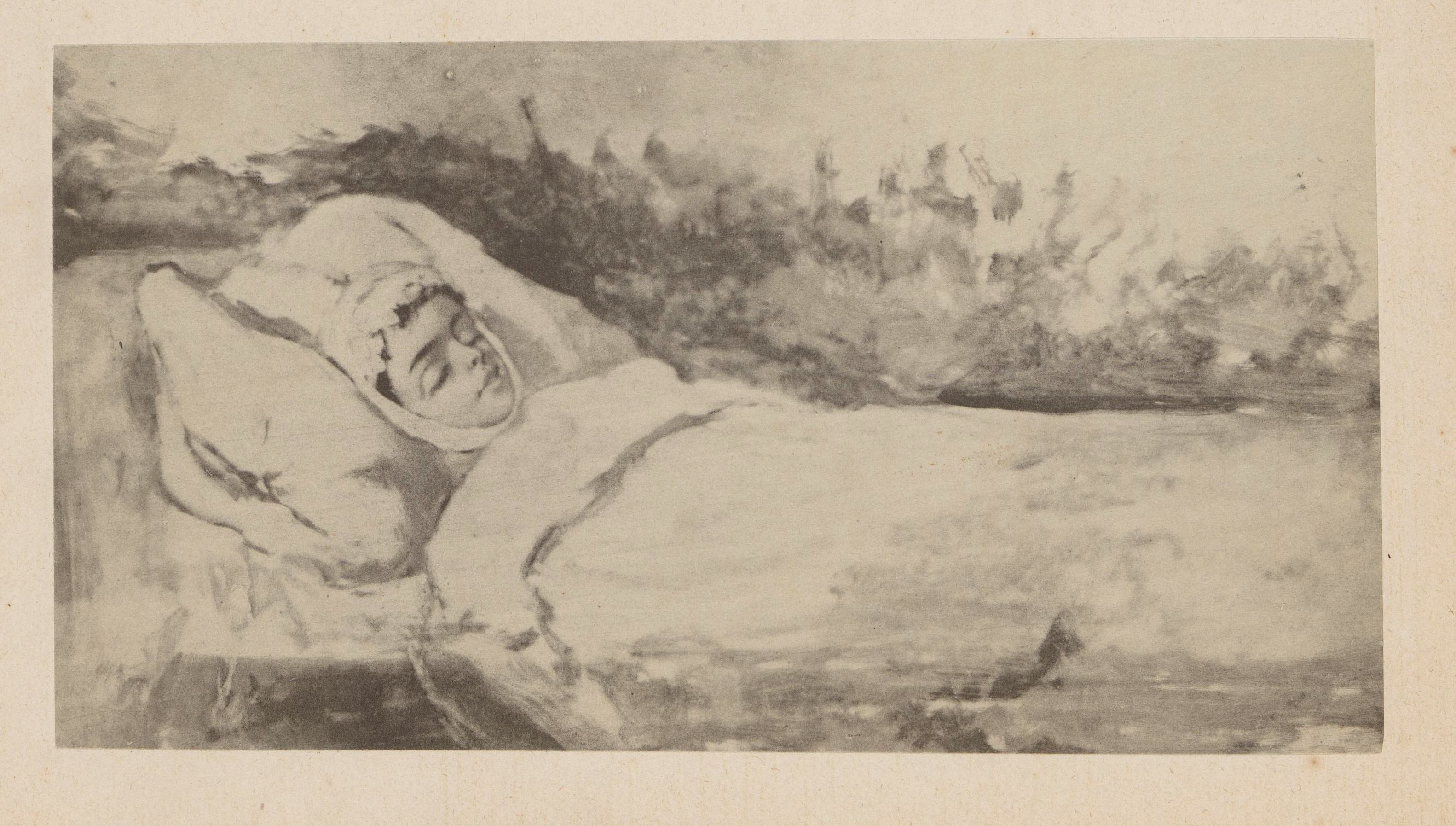
Portret van Frédéric Van de Kerkhove die in bed ligt, door (Jan Van de Kerkhove c. 1871, reproductie 1876)
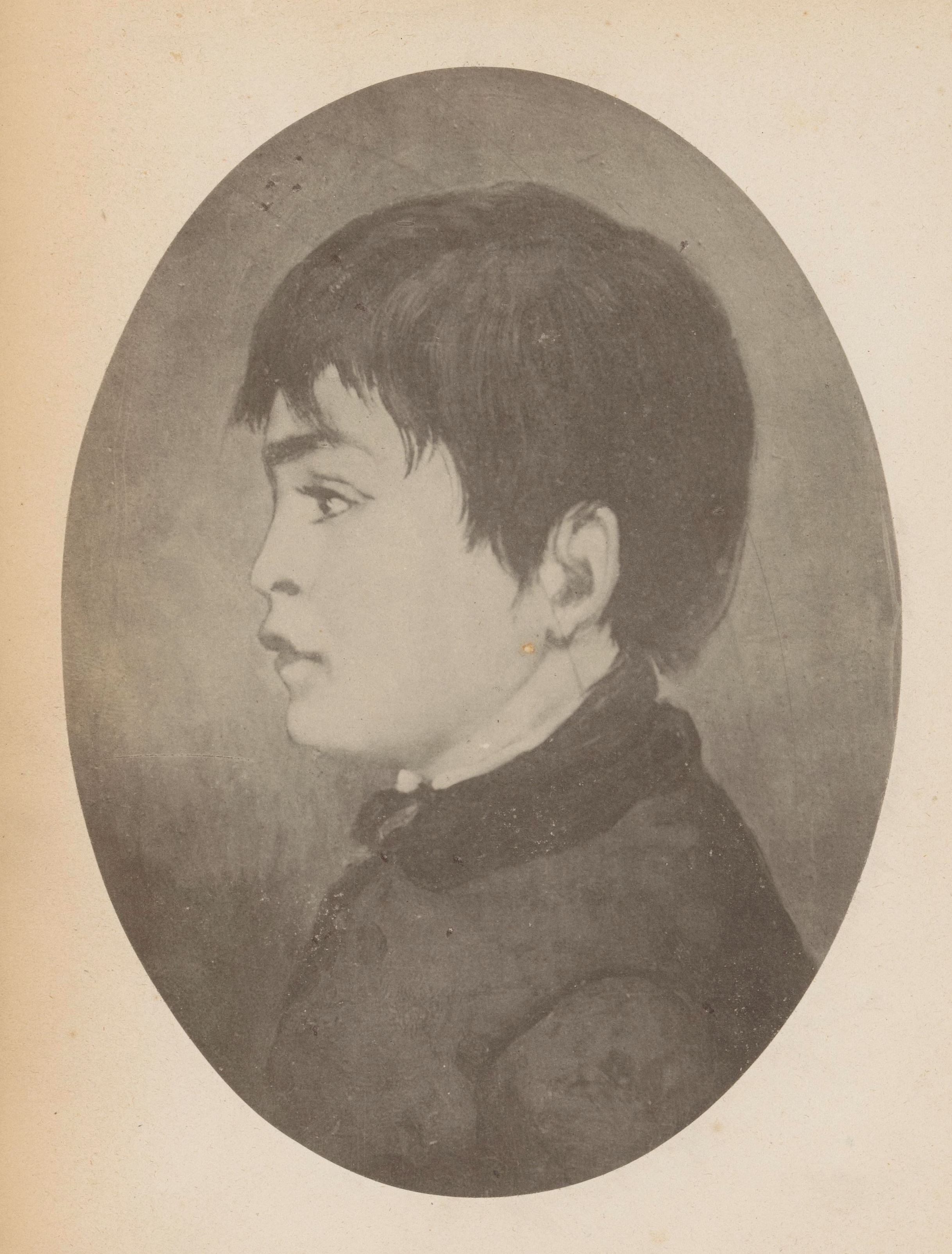
Portret van Frédéric Van de Kerkhove (Jan Van de Kerkhove c. 1871, reproductie 1876)